# Manica Maver
Manica Maver, slovenska učiteljica, radijska igralka, dramatičarka, kulturna delavka in režiserka, * 7. april 1971, Trst.

## Življenje in delo
Rodila se je v Trstu očetu Mariju in materi Matejki (rojeni Peterlin). Slovensko osnovno šolo in nižjo srednjo šolo je opravila na Opčinah nad Trstom, leta 1990 je maturirala na slovenskem Klasičnem liceju France Prešeren v Trstu. Vpisala se je na Leposlovno in filozofsko fakulteto na Univerzi v Trstu, kjer je diplomirala leta 1996. Leta 2015 pa je magistrirala iz programa Oblike govora na Akademiji za gledališče, radio, film in televizijo (AGRFT) v Ljubljani z magistrsko nalogo Govorna in gledališka vzgoja v otroških in mladinskih dramskih skupinah (COBISS).
Od leta 1996 je poučevala angleščino, slovenščino, zgodovino in zemljepis na raznih slovenskih nižjih srednjih šolah (Doberdob, Nabrežina, Opčine), nato je postala redna profesorica slovenščine in zgodovine na Državnem tehničnem zavodu Žiga Zois v Trstu, od šolskega leta 2022-23 pa uči na Znanstvenem liceju France Prešeren iz Trsta. Kjerkoli poučuje, je organizatorka kakšne dramske skupine ali šolske prireditve.
Manica Maver je že od otroštva pela v zboru Vesela pomlad, kasneje je pela v raznih zborih, kot so Tržaški mešani zbor, zbor Jacobus Gallus iz Trsta, mešani pevski zbor srbsko pravoslavne cerkve v Trstu (ki poje osemglasno), cerkveni pevski zbor Sv. Jernej z Opčin (kjer še prepeva) in občasno v kakšni priložnostni pevski skupini, ki jo organizira ZCPZ - Zveza cerkvenih pevskih zborov. Stalno je prisotna na izobraževalnih pevskih tečajih, ki jih prireja ZCPZ.
Od otroštva je članica radijske igralske skupine Radijski oder, kjer sedaj sodeluje kot igralka, režiserka in avtorica besedil. Od leta 2015 je bila umetniški vodja, od leta 2022 pa je predsednica tega društva. Je članica Združenja dramskih umetnikov Slovenije (ZDUS).
Manica Maver objavlja znanstvene in poljudnoznanstvene članke v revijah Mladika, Novi glas, Sodobnost in Jezik in slovstvo. Piše tudi dramska besedila in radijske igre za otroke, mladino in odrasle. Njena otroška igra Volk ni tak! (COBISS) je bila priporočena za objavo na natečaju za najboljše otroško oziroma mladinsko dramsko besedilo, ki ga je razpisal Javni sklad Republike Slovenije za kulturne dejavnosti (JSKD) in je bila nato objavljena v reviji Mentor. Njena radijska igra Rane (COBISS) je prejela tretjo nagrado na natečaju za izvirno radijsko igro Radijskega odra. Sodelovala je s svojimi prispevki na različnih simpozijih. Med drugim je leta 2013 predavala na Mednarodnem simpoziju o umetniškem govoru v organizaciji AGRFT z znanstvenim prispevkom Umetniški govor in Radijski oder Trst, na simpoziju o radijski igri v Trstu je novembra 2016 predavala o otroški radijski igri, leta 2018 je predavala na Slavističnem kongresu o radijski uprizorljivosti Cankarjevih del, leta 2019 pa je s svojim prispevkom sodelovala na Amfiteatrovem simpoziju o ljubiteljskem gledališču v Ljubljani. (COBISS).
Pri svojem pedagoškem delu se ukvarja z govorno in gledališko vzgojo, predvsem pri otrocih in mladini. Več let vodi različne otroške in mladinske dramske skupine ter sodeluje pri poletni Mali gledališki šoli Matejke Peterlin. Je članica društva Finžgarjev dom z Opčin, kjer je mentorica pri gledališkem krožku. Večkrat je s svojimi dramskimi skupinami sodelovala na Zamejskem festivalu amaterskih dramskih skupin in pogosto so njene predstave in igralci dosegali nagrade. Več let je bila predsednica pevskega društva Vesela pomlad, pri katerem je sodelovala tudi kot režiserka za razne prireditve.
Leta 2017 je bila sourednica zbornika Vse to je ena sama ljubezen: ob sedemdesetletnici Radijskega odra (COBISS), leta 2019 pa je izdala knjigo Luč na odru: priročnik za mentorje otroških in mladinskih dramskih skupin (COBISS).